# 耶律嘲瑰
耶律嘲瑰（?—?），为契丹（遼朝）皇族，辽太宗耶律德光的第二女。
耶律嘲瑰下嫁北府宰相萧海璃。萧海璃娶明王耶律安端女因翁主。应历初年，耶律察割作乱，因翁主连坐，萧海璃继娶耶律嘲瑰翁主。应历间初年，未封公主而终。 

## 传記資料
- 《遼史》公主表